# Calabria Ulteriore Seconda
La Calabria Ulteriore Seconda è stata un'unità amministrativa del Regno di Napoli prima e, quindi, del Regno delle Due Sicilie, nata dalla divisione della precedente provincia della Calabria Ulteriore.

## Istituzione della provincia
Fu istituita da Ferdinando IV, che, con il Regio Decreto Legge riguardante la circoscrizione amministrativa delle Provincie dei Reali Domini di qua del Faro, varata il 1º maggio 1816, regolamentò definitivamente la ripartizione territoriale del regno. Le nuove disposizioni entrarono in vigore dal 1º gennaio 1817.
La sede degli organi amministrativi era ubicata a Catanzaro nel palazzo Morano, attuale sede della prefettura.

## Suddivisione amministrativa
La provincia era suddivisa in successivi livelli amministrativi gerarchicamente dipendenti dal precedente. Al livello immediatamente successivo alla provincia individuiamo i distretti che, a loro volta, erano suddivisi in circondari. I circondari erano costituiti dai comuni, l'unità di base della struttura politico-amministrativa dello Stato moderno, ai quali potevano far capo i villaggi, centri a carattere prevalentemente rurale.
La provincia comprendeva i seguenti distretti:
- Distretto di Catanzaro,
- Distretto di Monteleone,
- Distretto di Nicastro
- Distretto di Crotone

I distretti erano suddivisi complessivamente in 37 circondari.